# 唐纳斯基兴
唐纳斯基兴是奥地利布尔根兰州艾森斯塔特城郊县的一个市镇。总面积33.87平方公里，总人口1720人，人口密度50.8人/平方公里（2011年）。